# Бенито Мусолини
Бенито Амилкаре Андреа Мусолини (итал. Benito Amilcare Andrea Mussolini; Довија ди Предапио, 29. јул 1883 — Донго, 28. април 1945) био је италијански политичар, новинар и вођа Националне фашистичке стране, који је управљао Италијом као премијер од 1922. све до своје смене 1943. Био је једна од кључних личности у стварању фашизма. Створио је фашистичку државу коришћењем личне харизме, апсолутном контролом медија и прогоном политичких противника. Носио је титулу дуче (итал. il duce - вођа). Пораз у Другом светском рату је довео до пада Мусолинија и фашистичког режима.
Мусолини је 1912. био један од водећих чланова Националног директората Италијанске социјалистичке партије. Избачен је из чланства Италијанске социјалистичке партије због свог противљења ставу партије о неутралности у Првом светском рату. Касније је основао фашистички покрет. Након марша на Рим октобра 1922. постао је најмлађи италијански премијер у историји све до именовања Матеја Ренција у фебруару 2014. Након што је уништио сву политичку опозицију користећи своју тајну полицију и забрањивањем радничких штрајкова,  Мусолини и његови фашистички следбеници су учврстили власт низом закона којим су преобразили државу у једнопартијску диктатуру.
Мусолини је од 1939. покушавао да одложи велики рат у Европи барем до 1942. Мусолини се 10. јуна 1940. придружио Хитлеру и увео Италију у Други светски рат, мада је био свестан да Италија није имала војних капацитета да води дуги рат против Француске и Уједињеног Краљевства. Мусолини је веровао да након неизбежног мира са Француском Италија да добије територијалне уступке од Француске и да потом сконцентрише своје снаге на велику офанзиву у Египту, где су снаге Уједињеног Краљевства и Комонвелта биле бројчано слабије од Италијана.
Рат се надаље одвијао веома неповољно по Италију, па је 24. јула 1943, убрзо по савезничком искрцавању на Сицилији, Велико фашистичко веће гласало против њега, а краљ Виторио Емануел III је следећег дана наредио да се Мусолини ухапси. Мусолини је 12. септембра 1943. спасен из затвора десантом на Гран Сасо које су извели немачке специјалне снаге. Затим је постао је вођа Италијанске социјалне републике, сателитског режима нацистичке Немачке у северној Италији. Крајем априла 1945, када је потпуни пораз био на прагу, Мусолини је покушао да побегне на север, али су га ухватили и ликвидирали италијански партизани. Његово тело је однесено у Милано где је било обешено.

## Детињство и младост
Италијански диктатор, државник и политичар рођен 29. јула 1883. године у околини села Предапио, недалеко од места Форли у североисточној италијанској покрајини Ромања (тада један од најсиромашнијих крајева у Италији). Његова мајка, Роза (рођ. Малтени) била је једна од најугледнијих учитељица у околини. Његов отац, Алесандро, био је ковач и предани социјалиста. Бенито је имао брата и сестру (Армалдо и Едвига), који су умрли веома млади. Као ученик, био је повучено дете. Никада није плакао, нити је пуно причао, а ретко се смејао. Више је волео да седи у задњој клупи и чита, него да се игра с другом децом. Као и отац, био је нагле нарави. У разреду је увек био непослушан те је стога избачен из интерната. Због напада ножем на друге ученике избачен је из две школе. Од ране младости био је окружен утицајима анархизма, социјализма и других сличних политичких опција. Након завршеног школовања, 1901, добио је звање наставника и неколико месеци је предавао у основној школи. Потом је започео своју политичку каријеру као радикални социјалиста.

## Политичка активност и настанак италијанског фашизма
Због немогућности да пронађе стално запослење 1902. емигрира у Швајцарску (у којој ће врло брзо бити ухапшен због скитње и протеран). За време боравка у Швајцарској повезао се с тамошњим социјалистима, те је по повратку у Италију преко листа Борба класа пропагирао социјалистичке идеје. Године 1908. у аустријском граду Тренту написао је новелу „Кардиналова љубавница“, која је преведена на енглески језик. Две године касније (1910) постао је секретар локалног одбора Социјалистичке странке у Форлију. Исте године жени се с Ракеле Гвиди, која ће му родити петоро деце. Када је 1911. Италија објавила рат Турској, био је затворен због своје пацифистичке пропаганде. У то доба хвалио се да је антипатриота. Већ у марту 1912. изабран је за председника Социјалистичке странке, а у децембру преузима уредничко место партијског гласила Аванти. Тада постаје најутицајнији вођа италијанског социјализма. У то доба је веровао да се пролетаријат мора ујединити у један моћан сноп (fascio), спреман да преотме власт. Неки у тим речима виде зачетак фашистичког покрета. У новембру 1914. Мусолини је почео објављивати нове новине „Народ Италије“ (итал. Il popolo d'Italia) и утемељио је групу „Фашистичка револуционарна акција“ (Fascio d'azione Rivoluzionaria). Почетком Првог светског рата Мусолини је био против уласка Италије у тај оружани сукоб. Но, два месеца након почетка рата мења свој став и залаже се за улазак Италије у сукоб на страни сила Антанте. Због таквог става избачен је из Социјалистичке странке. Активно помаже Д'Анунција у кампањи за припајање Ријеке Италији и с њим оснива организацију названу Борбени фашистички одреди, а која је била зачетник будуће фашистичке странке. У априлу 1915. Италија улази у рат, а у септембру исте године Мусолини бива мобилисан и послат на италијанско-аустријски фронт. Убрзо након мобилизације рањен је и демобилисан, када се минобацач који је опслуживао прегрејао и експлодирао.
Фашизам је прерастао у организовани политички покрет у фебруару 1919, када је Мусолини с другим младим ратним ветеранима из Првог светског рата основао Fasci di Combattimento. Покрет је добио име по снопу (лат. fasces), старом римском симболу снаге која произлази из јединства и слоге. Тај националистички, антилиберални и антисоцијалистички покрет имао је највећу подршку у нижим слојевима средње класе. Исте године у априлу, фашисти су напали социјалисте на њиховом скупу у Милану. Том приликом Мусолини је с још стотињак људи притворен због илегалног поседовања оружја. Сви су из затвора пуштени већ наредни дан. Ускоро се војска и полиција нису мешали у насилне фашистичке изгреде. Након неуспелог покушаја да на изборима 1919. постане посланик у парламенту, то му је као представнику деснице 1921. ипак пошло за руком. Фашисти су основали одреде који су застрашивали донедавне Мусолинијеве колеге. Влада се у те сукобе ретко мешала. Као противуслугу за подршку коју су му пружили велики индустријалци и земљопоседници, Мусолини је прећутно одобрио штрајколомство и одрекао се револуционарне агитације. Полицијске функционере заменили су чланови Фашистичке странке. Основана је Фашистичка милиција, која се састојала од наоружаних одреда, тимова за ликвидацију и тајне полиције. У октобру 1922, на конгресу странке одржаном у Напуљу, организује марш на Рим, у коме учествује 60.000 фашиста. Престрашен походом и стањем у земљи (либерална влада није успела да заустави ширење анархије) краљ Виторио Емануеле III поверава му мандат за састављање владе (28. октобра 1922), те Мусолини постаје премијер. Тада почиње Мусолинијева фашистичка диктатура, за коју је био карактеристичан страховит терор, империјалистичка политика и укидање демократских слобода.

## Успостављање диктатуре
У почетку су Мусолинију подршку пружили посланици Либералне странке у парламенту. Уз њихову помоћ Дуче је увео строгу цензуру и изменио изборни закон тако да је у периоду од 1925. до 1926. успео присвојити сву диктаторску моћ и ликвидирати све друге политичке странке. Вешто користећи апсолутну контролу над штампом, поступно је градио легенду о Дучеу као човеку који је увек у праву и који је способан да реши све политичке и економске проблеме. Захваљујући томе Италија је ускоро постала полицијска држава. У различитим временским размацима Мусолини је лично преузимао вођење министарства унутрашњих послова, спољних послова, колонија, градских управа, војске и оружаних служби те јавних радова. Понекад је истовремено био на челу више министарстава, а уједно је био и председник владе. Истовремено је био вођа свемоћне Фашистичке странке и наоружане Фашистичке милиције. На тај је начин успео задржати моћ у властитим рукама и спречити појављивање било каквог супарника. Но, то је била цена стварања режима који је био превише централизован, неефикасан и корумпиран. До 1926. у Италији је успостављен једнопартијски тоталитарни режим. Већи део времена Дуче је проводио ширећи пропаганду, било у Италији или изван ње, и ту је његово новинарско искуство било непроцењиво. Новине, радио, образовни систем и кинематографија били су брижљиво надгледани како би створили илузију да је фашизам доктрина за 20. век која ће заменити либерализам и демократију. Принципи фашистичке доктрине објављени су у једном чланку, који је наводно написао Мусолини, а који се 1932. појавио у Италијанској енциклопедији (Enciclopedia Italiana). Године 1929. потписао је Латерански споразум са Светом Столицом, којим је италијанска држава напокон призната од римокатоличке цркве. За време фашистичке диктатуре парламентарни систем је практично укинут. Закони су поново писани. Сви учитељи у школама и на факултетима морали су се заклети да ће бранити фашистички режим. Уреднике новина именовао је лично Мусолини, а нико ко није имао писмено одобрење Фашистичке странке није се могао бавити новинарством. Трговачка друштва су лишена било какве независности и интегрисана су у оно што се називало корпоративни систем. Основна намера која је стајала иза формирања корпоративног система, а која никада није до краја реализована, била је да се сви италијански грађани учлане у различите професионалне организације или корпорације које надзире влада како би се остварила потпуна државна контрола над становништвом Италије.
На почетку своје владавине Мусолини се улагивао својим финансијерима, крупним индустријалцима, тако што је дозволио да велике фабрике које су биле у државном власништву пређу у приватне руке. Међутим, 1930. кренуо је у другу крајност стављајући индустрију под ригидну владину контролу. Трошио је велике количине новца на јавне радове. Ефекат његових економских реформи, које је требало да учине Италију економски самосталном, довеле су до значајних поремећаја у привредним токовима земље — првенствено стога што је постојала превелика концентрација тешке индустрије, за коју Италија није имала довољно сировина. У спољној политици Мусолини је ускоро од пацифистичког антиимперијалисте постао екстремно агресивни националиста. Рани пример тога је бомбардовање Крфа 1923. године. Убрзо након тога успео је успоставити квислиншки режим у Албанији и поново освојити Либију. Занет достигнућима старих Римљана, Мусолини се заносио идејом о поновном успостављању Римског царства која би се простирала на обалама Средоземног мора, које би се поново звало „наше море“ (mare nostrum). Године 1935, на конференцији у месту Стреса, помогао је стварање антихитлеровског фронта у циљу одбране независности Аустрије. Међутим, успешан освајачки рат који је Мусолини повео против Абисиније (данашња Етиопија) у периоду од 1935. до 1936. године, а који је био у супротности са начелима Лиге народа, изазвао је међународно незадовољство, због чега је био принуђен да затражи подршку од нацистичке Немачке, која је 1933. године иступила из Лиге народа. Његова интервенција (1936—1939) у Шпанском грађанском рату на страни генерала Франка додатно је погоршала односе са Уједињеним Краљевством и Француском. Као резултат тога, морао је ћутке да пређе преко немачке анексије Аустрије 1938. године и комадања Чехословачке 1939. године. На Минхенској конференцији у јуну 1938. заузео је умерен став залажући се за мир у Европи. Такође је тежио прикључити што већи део југословенске обале Италији. Његов савез с Немачком је потврђен када је склопио Челични пакт с Хитлером у априлу 1939. године. Као потпуно потчињени партнер, Мусолини је следио нацисте у спровођењу радикалне политике која је водила прогону Јевреја и стварању апартхејда у италијанској држави.

## Други светски рат
Премда је 15 година био на власти и спремао Италију за рат, његове оружане снаге неспремне су дочекале почетак Другог светског рата. Због тога је одлучио да одложи улазак Италије у рат док не буде потпуно сигуран која ће страна победити. Тек након пада Француске у јуну 1940, надајући се да ће рат трајати само још неколико недеља, ступио је у оружани сукоб. Његова агресија на Грчку у новембру исте године свима је показала да није ништа учинио како би поправио катастрофално стање у италијанским оружаним снагама. Учестали италијански порази на свим фронтовима и англо-америчко искрцавање на Сицилију 1943. окренули су већину Мусолинијевих колега против њега на састанку Великог фашистичког већа 25. јула 1943. То је омогућило краљу да му одузме мандат. Конституисана је нова влада, чији председник је био маршал Бадољо. По краљевом наређењу Мусолини је ухапшен и стављен у кућни притвор. Плашећи се могућности да би Немци могли да покушају да га ослободе, Италијани су стално мењали место његовог боравка. Међутим, 12. септембра 1943. године немачки падобранци извршили су десант у близини хотела „Кампо Императоре“ на планини Гран Сасо, у којем је Мусолини био затворен, и ослободили га без иједног испаљеног метка. У припреми ове операције учествовао је Хитлеров најспособнији командос, пуковник Ото Скорцени, који је лично допратио Мусолинија у Берлин. Након спасавања Мусолини је на северу Италије формирао марионетску државу под називом Република Сало. У тој творевини Мусолини се вратио својим раним социјалистичким идејама и колективизацији. Такође је наредио ликвидацију неких фашистичких вођа који су му отказали послушност, укључујући и свог зета, грофа Галеаца Ћана. У априлу 1945, у тренуцима када су се савезничке снаге приближавале Милану, а немачке повлачиле из Италије, Мусолинија су заједно са његовом љубавницом Кларом Петачи у селу Донго на језеру Комо, код места Ђулино ди Мецегра, 28. априла 1945. ухватили италијански партизани при покушају бега у Швајцарску. Стрељан је по кратком поступку. Наредног дана Мусолинијево тело, заједно с телима других познатих фашиста, обешено је наглавачке у местима Комо и Милано (у јаким упориштима фашиста) како би се противници фашизма наругали фашистима. Рат су преживели Мусолинијева супруга Ракеле с двојицом синова (Виторио и Романо) и кћерком (Еда), удовицом грофа Ћана. Трећи син, Бруно, погинуо је у авионској несрећи.